# Bassanago hirsutus
Bassanago hirsutus är en fiskart som först beskrevs av Castle, 1960.  Bassanago hirsutus ingår i släktet Bassanago och familjen havsålar. Inga underarter finns listade.